# پاتاپون ۳
پاتاپون ۳ (به انگلیسی: Patapon ۳) یک بازی رایانه‌ای به سبک ریتم موزیک است که با همکاری استودیو ژاپن و پیرامید توسعه یافته و به‌وسیلهٔ سونی کامپیوتر انترتینمنت برای کنسول پلی‌استیشن همراه منتشر شده‌است. این بازی ادامه بازی‌های پاتاپون و پاتاپون ۲ می‌باشد. در طراحی و ساخت قسمت سوم پاتاپون توجه خاصی به بازی چندنفره شده‌است، ضمن آن‌که ابر قهرمانهای جدید با نیروهای خارق‌العاده را نیز در این شماره خواهیم دید. سیستم بازی گروهی (co-op) آن‌لاین نیز برای پاتاپون ۳ در نظر گرفته شده‌است و هشت بازی‌کننده به‌طور هم‌زمان بازی کنند.